# Каузик, Станислав
Стани́слав Ка́узик (пол. Stanisław Kauzik; 9 января 1891, Варшава — 25 апреля 1959, Лондон) — польский политик, юрист, член Польской партии труда.

## Биография
C 1920-го по 1925 годы занимал должность Генерального секретаря Экономического Комитета Министров Польши, был главой секции Министерства финансов, являлся соратником и другом Владислава Грабского.
После завершения советско-польской войны, в 1921 году, входил в состав польской полномочной делегации на переговорах по заключению мирного договора c РСФСР, УССР и БССР в Риге. 
18 марта 1921 года был одним из представителей Польской Республики, подписавшим Рижский мирный договор.
C началом Второй мировой войны, во время осады Варшавы, исполнял обязанности главы пресс-службы Комиссара гражданской обороны города (пол. Komisarza Cywilnego). Член Гражданского комитета (пол. Członek Komitetu Obywatelskiego) в 1939 году . Делегат от Партии труда в Представительстве Правительства на Родине.
С 1945 года в изгнании, где был известен под именем пол. Dołęga-Modrzewski.
С сентября 1955 года, — министр без портфеля в Польском Правительстве в изгнании Антония Паёнка, глава отдела религиозных конфессий, образования и культуры. 
Скончался в Лондоне 25 апреля 1959 года. 
Похоронен в Варшаве, на кладбище Старые Повонзки, в семейной гробнице (пол. w grobie rodzinnym).

## Награды
- Крест офицера ордена возрождения Польши (1922)[6].
- Командорский Крест ордена возрождения Польши (1925)[7]
- Большой крест ордена возрождения Польши — (посмертно), (1959)[8]

## Статьи и публикaции
- Za współpracę w uzdrowieniu waluty polskiej (пол.) // „Gazeta Lwowska“ : gazeta. — Lwów, 19 lutego, 1925. — 20 lutego (nr 42).